# 流行 in house
《流行 in House》是台灣Channel V播出的時尚綜藝節目，於2003年2月22日起逢星期六下午2點播映，又於2009年1月24日起改為每週六晚上6點播出。由路嘉怡、容嘉和小香帶領主持，有時會加入黑Girl、黑澀會美眉和棒棒堂底迪為助理主持或嘉賓。

## 簡介
《流行 in HOUSE》由Channel V製作、Channel V（台灣）播出，主要是介紹關於時尚界的事物。

## 節目內容

### 我的比較好！
每週《流行in House》市調大隊，以當季最流行的話題商品以及觀眾最想知道的”好用”商品為主題，將來賓分為紅白兩隊對抗，各隊組員分別帶來自己試用認為「我的比較好」的商品。

### 我OK嗎？
每週將邀請三位，對於時尚品味最有自信的藝能人士來參賽，並由主持人小米與容嘉規定出當週時尚穿搭主題，由參賽者進行看題換裝競賽。並固定邀請三位擔任「我OK嗎？」的評審來鑑定。

### 時尚主題日
以時下最新流行話題企劃出不同的【主題日】!每集節目也將邀請造型、彩妝、美妝、服裝、髮型的各行各業中，最具權威的頂尖達人們，一起開堂授課，現場指導教學給想變帥變美的觀眾朋友必殺的變美技法。
另外也接邀請偶像藝人或人氣歌手與主持人小米（路嘉怡）一起推薦給時下愛美的男女們，包括巨星的私房保養秘方、最新流行的服裝搭配，好康最多的優質小店、獨家的美妝技法、以及美體保養等熱門話題。

### 時尚巨星日
主要是介紹巨星名人私底下的時尚品味、穿衣哲學、私密美妝祕技。

### 玩時尚特別企劃
依季節不同，節目也將企劃一系列，暢遊世界好吃好玩好買好逛的玩時尚特別企劃單元。玩時尚內容有《春季限定》、《夏季限定》、《秋季限定》、《冬季限定》。

### 街頭速速報
由時尚特派員容嘉與小香帶領各位從北到南，挖掘出最新奇、最好玩、最優質、最好買、的街頭時髦小店。